# Barbacoll blanc-i-negre
El barbacoll blanc-i-negre (Notharchus subtectus) és una espècie d'ocell de la família dels bucònids (Bucconidae) que habita zones boscoses, normalment a prop de l'aigua, des de l'est de Costa Rica fins Colòmbia central i sud-oest de l'Equador.

## Taxonomia
Ha estat considerada una subespècie del barbacoll cappigat fins fa poc en que ha estat considerat una espècie de ple dret per alguns autors.